# Jules Gill-Peterson
Jules Gill-Peterson est une historienne canadienne spécialisée dans l'histoire transgenre et dans l'histoire de l'enfance. Elle est professeure d'histoire à l'Université Johns-Hopkins.
En 2018, elle contribue une intervention importante dans les histoires croisées de la médecine, de l'enfance et des personnes trans avec son livre Histories of the Transgender Child, qui documente l'omniprésence des enfants s'identifiant comme transgenres en Amérique du Nord bien avant le XXIe siècle. Ce livre a reçu un Lambda Literary Award pour la littérature transgenre et le Children's Literature Association Book Award.
Jules Gill-Peterson est une des éditrices en chef de la revue Transgender Studies Quarterly et a été chercheuse à l'American Council of Learned Societies et au Kinsey Institute. En 2020, elle a reçu un prix de recherche distingué du Chancelier de l'Université de Pittsburgh, où elle était auparavant membre du corps professoral. Elle a obtenu sa licence à l'Université d'Ottawa en 2010 et son doctorat à l'Université Rutgers en 2015,.
Contributrice au New York Times, elle a fait partie du groupe d'écrivaines qui ont critiqué la couverture des sujets liés aux enfants transgenres,. Jules Gill-Peterson tient également un blog, Sad Brown Girl, où elle partage des éléments de ses recherches en cours.

## Réferences
- (en) Cet article est partiellement ou en totalité issu de l’article de Wikipédia en anglais intitulé « Jules Gill-Peterson » (voir la liste des auteurs).

1. ↑  Notice de la BnF
2. ↑  Gabrielle Richard, « Julian Gill-Peterson, Histories of the transgender child », Genre, sexualité & société,‎ 24 avril 2019 (ISSN 2104-3736, DOI 10.4000/gss.5349, lire en ligne, consulté le 2 mars 2024)
3. ↑  (en-US) « Jules Gill-Peterson », Johns Hopkins University, 20 juillet 2021 (consulté le 12 juillet 2022)
4. ↑  (en) « Jules Gill-Peterson Curriculum Vitae » (consulté le 12 juillet 2022)
5. ↑  (en) « New Faculty Profile: Julian Gill-Peterson », University of Pittsburgh (consulté le 12 juillet 2022)
6. ↑  (en-US) Jules Gill-Peterson, « Opinion | Transgender Childhood Is Not a ‘Trend’ », The New York Times,‎ 5 avril 2021 (ISSN 0362-4331, lire en ligne, consulté le 3 mars 2024)
7. ↑  « NYT Contributors’ Letter », sur nytletter.com (consulté le 3 mars 2024)
8. ↑  (en) Brian Lauter, « How to Read a New York Times Story About Trans Kids », sur slate.com, 22 novembre 2023 (consulté le 3 mars 2024)
9. ↑  (en) Jules Gill-Peterson, « Sad Brown Girl | Jules Gill-Peterson | Substack », sur sadbrowngirl.substack.com (consulté le 3 mars 2024)